# 中蘇友好同盟條約
《中蘇友好同盟條約》，全稱《中華民國蘇維埃社會主義共和國聯邦友好同盟條約》（俄语：Договор о дружбе и союзе между СССР и Китайской Республикой），是中華民國國民政府在1945年8月15日日本投降之際与苏联签订的条约，中国方面资料认为是不平等条约，當時蘇聯軍隊在没有签订条约的情况下已經發動八月風暴攻勢，一个星期以后，從日本帝国手中奪取了中國東北地區與內蒙古（當時的滿洲國和蒙疆）。1945年8月14日中華民國政府代表王世杰与蘇聯政府代表莫洛托夫在莫斯科簽訂，此條約涉及中華民國與蘇聯的政治經濟合作，而關於中国北方边界的问题，尤其是外蒙古的主權問題則在單獨的外交照會中體現，並不包含在條約文本中，外交照會換文內容附件有两条主要：一、苏军三个月内从东北“撤完”；二、「鑑於外蒙古人民一再表示其獨立願望，中華民國政府同意，將在日本戰敗後舉行公民投票以確定外蒙的獨立」，没有时限。並同意「蘇聯出兵擊敗日本後，在蘇聯尊重東北的主權、領土完整及不干涉新疆的內部事務等條件下，允許將依公正之公民投票的結果決定是否承認蒙古人民共和國。1945年10月20日，外蒙古舉行公民投票，結果顯示97%的公民贊成蒙古人民共和國的獨立。
中华人民共和国成立后，1950年初苏联与其订立新条约《中蘇友好同盟互助條約》，取代此条约。

## 雅尔塔协定
1945年，美國鑑於在太平洋反攻時，尚未取得決定性勝利，且原子彈尚未測試成功，預估要全面擊潰日本，需犧牲一百萬美軍與五十萬英軍，因此羅斯福與邱吉爾，會同斯大林，於1945年2月雅爾塔會議中，要求蘇聯在對德作戰勝利後，對日宣戰。為此斯大林在會議上開出若干條件，其中攸關且出賣中國權益者如下:
- 在德國投降、歐洲戰爭結束後二至三個月之內，蘇聯依據以下條件協助同盟國參加對日戰爭：

1. 外蒙古（蒙古人民共和國）的現狀須予維持。
2. 對1904年由於日本背信攻擊所受侵害的帝俄舊有權利，應予恢復如左：(a)庫頁島南部及其鄰近的一切島嶼均須歸還給蘇聯；(b)大連商港國際化，蘇聯在該港的優越權亦須予保證；蘇聯之租用旅順港口為海軍基地，也需予恢復；(c)對擔任通往大連之出入的中東鐵路、南滿鐵路，應設立中蘇合辦的公司，以共同經營之。經諒解，蘇聯的優先權益須與保證。而中國須保持在滿洲全部主權。
3. 千島群島須交予蘇聯。
4. 上述有關外蒙古及东北的港灣與鐵路等協議，須徵求蔣中正委員長之同意，依斯大林總書記之提議，美國總統將採取措施，取得該項同意。[5]

1945年3月12日，罗斯福总统向中国驻美大使魏道明通报了《雅尔塔协定》涉及中国的主要内容：
1. 维持外蒙古现状
2. 南满铁路所有权属于中国，但业务管理实行委托制度
3. 苏联希望在海参崴以南获得一不冻军港如旅顺或其附近之港口。

4月29日，美国驻华大使赫尔利把《雅尔塔协定》全部内容告诉了蒋介石和王世杰。赫尔利强调，他报告的内容“系根据罗斯福口头及罗斯福斯大林谈话记录，绝无错误”。5月22日，王世杰把《雅尔塔协定》的内容电告正在纽约参加联合国成立大会的宋子文。6月9日与13日，宋子文两次与杜鲁门会谈，要求美国对《雅尔塔协定》做出解释。杜魯門總統接获其私人代表霍普金斯从莫斯科带回转述苏联政府支持国民政府、赞同中国统一、保证中国在东北的领土主权，6月9日在白宮与代理國務卿约瑟夫·格鲁約晤宋子文舉行商談。則對中國以“維護世界和平”為由施壓，要求宋子文必须于7月1日前抵达苏联，中国政府必须蘇聯談判簽訂《中蘇友好同盟條約》。杜鲁门对《雅尔塔协定》不做正面回答，强调他所关注的是“如何使苏联立即加入作战，而非枝节问题。”
1945年6月12日，蘇聯駐華大使彼得羅夫來國民政府主席官邸晉謁，出示一個為進行中蘇交涉的‘五項先決條件’的文件，其內容是為：
1. 恢復旅順港的租借，建立蘇聯海軍基地。
2. 大連商港國際化；同時保證蘇聯在該港有優勢的權利。
3. 中東鐵路和南滿鐵路，由中蘇組織合辦公司，共同使用。
4. 維持外蒙古（蒙古人民共和國）現狀，使成為獨立國家。
5. 庫頁島南部以及與其鄰接諸島暨千島群島歸屬蘇俄。

如果蔣委员长同意這幾項基本條件，蘇聯準備即刻開始締結中蘇友好同盟條約的交涉。
6月15日，由美國駐華大使赫爾利送來了杜魯門總統的極機密備忘錄——「關於中國國民政府和蘇聯協定綱要的說明」（《斯大林对华政策声明》），附有雅爾塔密約的全文。備忘錄中記載著「斯大林總書記所表示的明確意志」，內容是﹕
1. 斯大林總書記盡全力促進由蔣主席領導的中國統一。
2. 戰事結束後，中國應由蔣主席繼續領導。
3. 斯大林總書記期待中國達成統一、安定，希望滿洲為統一中國的一部分。
4. 對於中國沒有領土的要求，為了和日軍作戰而進入中國領土的蘇聯軍隊，尊重中國主權。
5. 為使中國便於在滿洲組織行政組織，歡迎蔣主席的代表和蘇聯軍隊同行進入滿洲。
6. 斯大林總書記同意美國對於中國所提倡的門戶開放主義。
7. 斯大林總書記同意朝鮮由中、美、英、蘇四國託管。

美國方面依據這個外交文書，認為是斯大林對於中國沒有存絲毫野心的『背書保證』。根據杜魯門回憶錄，由杜魯門總統發給赫爾利的電令很明顯地表示出基於在雅爾塔協定中會商決定「由羅斯福總統通知蔣主席，讓他了解。」並指示赫爾利「要盡最大的努力得到蔣介石主席的認可。」杜鲁门驳回了赫尔利转达的蒋介石建议的美国保证中苏双方履行同盟条约的一切条款、美国参加旅顺军港的共同利用。而蔣介石與蘇聯駐華大使在該日談判過程，極力爭取兩項問題：
1. 旅順問題，絕對不能使用『租借』等類的名稱。
2. 對於外蒙古，可以賦予高度自治，在外交和軍事上都能讓其相對於獨立；但宗主權必須屬於中國。不過，這個問題，現在還不宜提出去。[7]

杜鲁门告诉赫尔利，他对中国的要求是“雅尔塔协定必须遵守，——而且准确地遵守，不多也不少。”至此，国民政府只能在美国的胁迫下，与苏联谈判，签订以《雅尔塔协定》为基础、实现中苏和解的条约。

## 協議過程

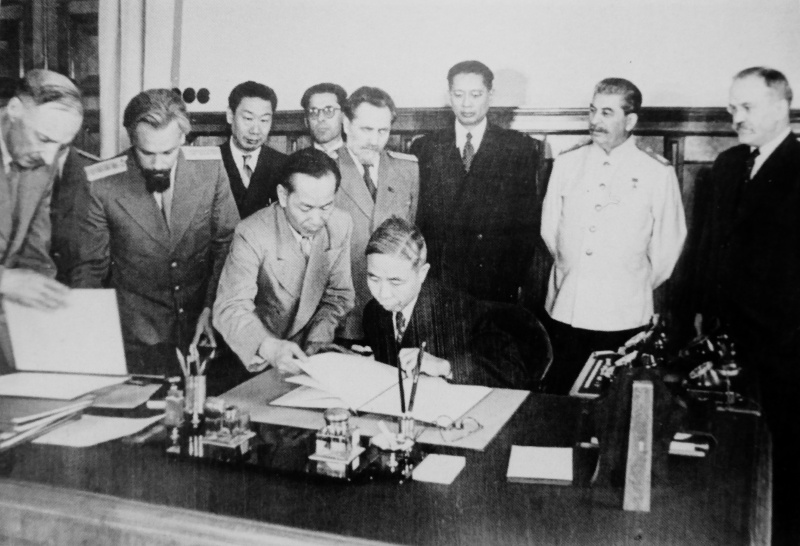
王世杰代表国民政府签约

1945年6月20日，國民政府行政院長兼外交部長宋子文自華盛頓返回重慶，他告訴王世杰：蘇聯「將不惜丟棄中共」與我訂約。:109
行前，蒋介石、宋子文、王世杰讨论并决定了对苏谈判方案：
1. 旅顺口可以在同盟条约期间与苏联共同使用，行政权归中国；
2. 中东铁路、南满铁路、大连港之“特殊利益”问题应明确规定其范围，不用“特殊利益”这一词。
3. 外蒙古问题暂不提出讨论。

1945年6月27日，宋子文等人组成的中国政府代表团由重慶飛莫斯科，蔣介石派蔣經國隨行。:116隨行的還有外交次长胡世澤、沈鴻烈、资源委员会副主委錢昌照等。:1166月30日在莫斯科开始谈判。
談判過程主要由外蒙古現狀僵持不下，宋子文認為外蒙現狀，就是維持1924年蘇聯承認中國擁有外蒙主權之《中蘇解決懸案大綱協定》所有現狀。而斯大林則認為外蒙現狀為蒙古人民共和國一名詞，並提出基於下列三項理由，中國要承認外蒙古的獨立：（一）外蒙對西伯利亞東部的防守，處於非常重要的戰略地位，蘇方應有自衛的法律權。（二）外蒙古不願加入中國，亦不願加入蘇聯，故而獨立，中國無代表在外蒙，外蒙亦無代表在中國，故中國應承認其獨立。（三）蘇聯在東方的國防計劃，懸想日本在二十年至三十年之後，將恢復其力量；蘇俄目前在遠東防止日本再恢復其力量之準備，實嫌不足：正在建築彼得羅巴甫洛夫斯克和苏维埃港兩個軍港，及由該軍港至西伯利亞鐵路幹線的鐵路，以及在貝加爾湖以北的鐵路，估計需要二十年至三十年的時間，才可以完成；因此蘇俄需要在中國東北的特殊權益和外蒙古方面自衛法律權。
7月2日與7月7日兩次談判中，宋子文奉國民政府令，拒絕承認外蒙獨立的要求。7月2日會談記錄證實，宋子文對斯大林說：「吾人實處於困難之地位，吾人無法向人民宣佈吾人將放棄任何一部分領土……如吾人承認外蒙之現狀，中國政府將發生動搖。」斯大林說：「外蒙在地理上之地位，可使他人利用之，以推翻蘇俄在遠東之地位。……日本即使投降，亦將再起，因此之故，蘇俄在外蒙領土應有自己之法律權。」直到7月12日為止，在和斯大林舉行的第一次會議中曾經六度晤談。
斯大林威脅這一問題不解決，則无法有任何協定，並強調：波茨坦會議即將開始，如中蘇兩國間問題不能解決，以出兵問題就無法商討，脅迫中國。美國總統特使哈里曼極力斡旋，美國官方記述：「在談判時，宋博士之主要注意，為獲得蘇聯承認中國在蒙古的主權；此在多年前，在事實上即早喪亡，雖有1924年中蘇條約，蘇聯自1920年起，已為事實上之控制權力；宋博士顯然願意同意其他重要之讓步，以為外蒙古之交換條件；經過若干困難後，哈里曼先生始勸服其接受實質以代替形式。」
7月6日，宋子文電告：「斯大林對東三省問題尚可讓步，但對承認外蒙獨立一節則堅持。」“万一斯大林坚持外蒙必须由我承认其独立，则只可中止交涉。”:1177月6日，蒋介石询问王世杰关于此事之意见，王世杰答：“东三省等问题的确能得到不损领土主权之解决，则承认外蒙人民于战后投票自决也尚合算，因外蒙实际上已脱离中国二十余年。”7月6日下午，蒋介石由约请国民党元老孙科、邹鲁、戴季陶、于右任、吴稚晖、陈诚等商议，决定在外蒙古独立上让步。当晚，蒋介石致电宋子文：“若我国内（包括东北与新疆）真能确实统一，所有领土、主权及行政真能完整无缺时，则外蒙独立或可考虑”“东三省领土、主权及行政必须完整，新疆被陷区域须完全恢复；中共对军令、政令须完全归中央统一”。由此，两国会谈气氛“渐趋融洽”，到7月12日除在旅顺军港的范围和旅大市政管理权的确定及东北铁路的人事分配等问题上存有分歧外，“大问题也已大致解决”。子文拒绝在波茨坦会议前签约，以“尚有若干点须返渝请示”为由7月14日宋回国。
因談判不成與美方斡旋決定對策為﹕「（一）东北領土主權及行政之完整，共同使用旅順軍港，大連闢為自由港，期限均為二十年；旅順行政管理權，屬於中國，中國在东北之主權行政能完整。中東南滿鐵線與蘇聯共同經營，利潤平均分配，至鐵路所有權應屬中國，期限均為二十年。（二）新疆動亂，蘇聯依照約言協同消滅此種叛亂，而外蒙侵占之阿爾泰山脈，原屬新疆，應仍為新疆之一部。（三）中國共產黨其軍事及行政組織，深盼蘇方祇對国民政府予以所有精神上與物質上之援助，蘇聯政府對中國之一切援助，應以中央政府為限。（四）外蒙問題既為中蘇兩國關係癥結之所在，願擊敗日本及上述三項由蘇聯政府接受後，擬公投方式投票後，中國宣佈外蒙之獨立；外蒙之區域範圍，以原疆界中國舊地圖為準，藉以獲得兩國久遠而根本之合作」
斯大林始同意中華民國提出「以其現在之邊界為邊界」的提議，這一提議在表示中國政府，不承認民國初年蘇聯外蒙獨立侵占部分內蒙古和新疆土地為其領土，同時根據這一原則規定，中國保有勘定外蒙疆界之權。遂將這些協議作成換文，以為條約附件之一。
中東南滿鐵路的經營與旅順、大連的特權：斯大林要求這些特權有效期限為40年至45年，同盟條約期間則為20年；而中國政府對宋子文訓令原則均為20年，斯大林認為時間太促，再三要求改為30年，最後中方未同意。
大連：雅爾塔協定訂明：「應開闢為自由港，蘇聯在該港之優越權利應獲保障。」但在莫斯科談判時，斯大林要求：「作為蘇聯專用港灣，與中國共同管理大連」，經中方代表以承認之領土主權完整原則拒絕。
旅順：雅爾塔協定訂明：「仍復為蘇俄所租用之海軍基地」。斯大林因要求軍港由蘇方管理，附屬區之行政官吏，中國於徵得蘇俄同意後任用，並要求旅順附近約一百公里以外島嶼不設防。:476-479
宋子文中断谈判回國後，宋子文对美国驻华大使赫尔利说：中苏协定“对于向它负责任的人来说，在政治上将是毁灭性的。”7月24日宋子文辞去外交部长职务，向蒋介石推荐王世杰与顾维钧两继任人选。蒋介石为在战后尽快解决中共问题，顾维钧反对向苏联让步，因而蒋介石于7月25日召见王世杰谈话劝勉；7月27日王世杰同意接任外交部长，“本身之毁誉不宜在予之考虑中也”；7月30日行政院改组，王世杰正式接任外交部长。8月5日宋子文、王世杰等离开重庆，8月7日午後抵達莫斯科。當晚十時，宋子文等等往克里姆林宮會晤斯大林，「一切談話幾乎完全在宋子文、斯大林之間進行」:140-1428月8日苏联对日宣战。經過四次談判後，8月14日上午十一時王世杰「與莫洛托夫將各約文稿逐一商定，彼方亦略有遷就我方意見」。後因「中俄文約稿書寫需時」，簽字手續直至8月15日「晨六時始在克里姆林宮舉行」，宋子文、斯大林出席，「約文則由兩國外交部長王世杰、莫洛托夫簽字」:119:46-47。《中蘇友好同盟條約》由此簽訂。
儘管許多當時報刊與教科書記載簽訂日期為8月14日，但根據參與簽約的王世杰與蔣經國的記事，簽字時已經是蘇聯時間8月15日的早晨6點，幾乎和裕仁天皇在日本時間8月15日的中午12點廣播終戰詔書宣布日本投降同時發生；事實上，簽字前四小時王世杰等人已得知日本投降的決定（玉音放送前一天日本已透過瑞士等國向美國傳達）。蘇聯的官方媒體之所以在簽字前數小時就假稱簽字完畢、而中華民國政府也將錯就錯，是因為要營造該條約是在日本投降前簽訂的態勢，畢竟條約的名義是在敦促蘇聯對日用兵；而且蘇聯數週前已經發動八月風暴，對日本不宣而戰，所以國府希望在東北已被蘇聯入侵的既成事實下，以此條約規範蘇聯戰後從東北完全撤軍、並減少對中共的支援。

## 雙方立場
蘇聯方面堅持要求中國政府官方承認蒙古人民共和國的獨立，並通過旅順和大連港將其割讓給蘇聯關東州，並賦予蘇聯管理中東鐵路以及中國境內礦山，工廠和其他工業企業的全部權利。作為回應，蘇聯政府準備簽署友誼與同盟協定，從而保證蘇聯不會干涉中國內政，也不會為蔣介石在中國的敵人提供援助。
當時中華民國與蘇聯簽訂此約同主要有目的，（一）穩定中蘇關係（二）減少中共猖獗（三）保證對日作戰的蘇軍在作戰結束後，自東三省撤退，以利國軍接收东北，並儘量限制蘇俄在東三省的權益，與其在新疆等地的活動。（四）中蘇之間的談判，鬧成僵局，恐波及中美關係，發生不良影響；能夠和在雅爾塔協定上簽字的美、英兩國保持協調，予此援助中國，牽制蘇聯動向的一個條件，並可藉由國際輿論，防止蘇聯侵占更多中國領土，美國對中蘇間的糾紛亦不能坐視，根據道義與公理的立場予中國以援助。
國民政府认为苏方在東北三省方面違約，依據該條約附屬「關於蘇軍進入中國東三省協定」，1945年8月14日日軍已向蘇軍總司令投降，在中國東三省的最高當局，應為中國行政當局。但蘇聯方面卻拒絕國軍乘美國軍艦自大連港登陸接收。且中蘇條約「關於蘇軍進入中國東三省協定談話紀錄」：俄軍應在12月3日以前撤出東北，然而蘇聯並未履行此協議，拖延至隔年1946年3月1日方才告知中國政府撤軍。另外東北日軍遺留之工業機械與武器，1945年9月3日，國民政府以備忘錄致美蘇駐華大使館表明決定沒收日本在中國的公私財產的立場，要求日本一切資產均歸為日本對中國侵略賠償，蘇聯進軍東北後，卻大肆掠奪日本遺留之機具、軍火，將東北產業視為戰利品，據美國賠償代表至杜魯門總統一份報告指出，蘇聯佔領期間，東北經濟損失達8億5,800萬美元，全數復原費用需20億美金。且有價值30億美元黃金與50億美元滿州幣遭掠奪，但數字是否如此未定論。後國民政府的東北工業會及東北日僑聯絡處召集原在东北各地主持各種事業機構明瞭實際情形的高級日籍人員21人組織調查團，從事更為詳盡的調查，並查閱日人工廠原始簿冊帳表，計算損失經數月調查結果，其已證明確切的直接損失，共為12億3千6百萬美元:504。
曾任中華民國駐聯合國代表的蔣廷黻認為：中蘇友好同盟條約「與五十年前大清帝俄同盟條約太相同了。條約及換文，就全體看起來，是極有利于蘇俄的，簡直可說是片面的、不平等的。蘇俄如嚴格遵守這條約及換文，于蘇俄只有利而無害。任何公平的研究員，不能避免這個結論。」

## 批准
王世杰回國稱該條約可保中蘇30年的和平，于是8月24日立法院在孫科主持下，以95人贊成，4人反對（以起立方式表決）通過《中蘇友好同盟條約》。

## 廢除
1949年9月27日，中華民國政府出席聯合國代表向大會出提「控告蘇俄違反中蘇條約侵華案」，終於獲得聯合國大會政治委員會通過。:6110月，蘇聯承認中共政權，國府外交部發表聲明，對蘇聯斷絕邦交。:61
1950年，苏联和中华人民共和国签署了《中苏友好同盟互助条约》。中华人民共和国政务院总理周恩来与苏联外长维辛斯基互换照会，声明中苏友好同盟条约失效。
1953年2月，蔣中正明確下令廢止「中蘇友好同盟條約」及其附件。:722月24日，中華民國政府鑒于蘇聯以軍事援助中共、未使東北主權完整並且公開承認中华人民共和国，宣佈廢止該條約，其所有條款概無效力，並與聯合國大會譴責蘇聯干涉中國内政。
1950年8月，聯合國安理會再度否決蘇聯排斥中華民國代表權案。:659月，聯合國第五屆大會，否決印度、蘇聯牽中華人民共和國入會建議。:66
1952年，中華民國政府以蘇聯「違約」為由，向聯合國大會提出「控蘇案」，並經大會決議通過。
1952年10月13日，在国民党第七次全国代表大会第四次会议上，蒋中正做《对第七次全国代表大会政治报告》中：

当时我个人的决策，就是要求战后确保胜利战果，奠定国家独立，民族复兴的基础，必须求得二十年的休养生息，和平建设；只要能够争取这一个建设机会，那就是任何牺牲，亦是值得的。于是我们政府对俄帝，乃决定忍辱谈判，不惜承认蒙古独立，做此最大牺牲，来忍痛签定条约和附件。
至于承认外蒙古独立的决策，虽然是中央正式通过的，一致赞成的，但是我个人仍愿负其全责。当时我决心的根据有三点：
第一， 我对于民族平等，自由的思想，向来认为是天经地义的事，只要其民族有独立自主的能力，我们应该予以独立自主的。
第二， 外蒙古所谓蒙古人民共和国，自民国十年设立以来，事实上为俄帝所控制，我们政府对于外蒙古领土，实已名存实亡了。
第三，只要我们国家能够自立自强起来，外蒙这些民族，终究会归到起祖国怀抱里来的，与其此时为虚名而蹈实祸，不如忍痛割弃一时，而换的国家二十年休养生息的机会。那是值得的；因为割弃外蒙寒冻不毛之地，不是我们建国的致命伤，如果我们因为保存这一个外蒙的虚名，而使内外不相安，则国家更无和平建设之望了。
我主张放弃外蒙的决心，实基于此。这在现在看来，实在是一个幼稚的幻想，决非谋国之道；但我在当时，对外蒙问题唯有如此决策，或有确保战果，争取建国的机会。这是我的责任，亦是我的罪愆，所以我不能不向大会报告的。

1953年2月24日，中華民國立法院表決廢除《中蘇友好同盟條約》。2月25日，中華民國外交部部長葉公超發表聲明，宣佈廢除該條約，指出：

基於中華民國政府所提出之事實及證據，聯合國大會第六屆常會於四十一年二月一日（一九五二年二月一日）通過決議案譴責蘇聯，指出「蘇維埃社會主義共和國聯邦就日本投降後對中國之關係而言，實未履行一九四五年八月十四日中國與蘇維埃社會主義共和國聯邦所簽訂之友好同盟條約」。蘇聯此種背信違約之舉，已使中國及中國人民受有嚴重之損害與不堪言狀之痛苦。
由於蘇聯不顧其在中蘇條約及聯合國憲章下之義務，繼續對中國進行侵奪、敵對之行動，意圖完全剝奪中國人民為一自由獨立民族之權利。蘇聯此種行動，迄今尚在進行之中，而其狂妄暴戾之程度與日俱增，從而嚴重威脅東亞及世界之和平及安全。在此種情形下，中華民國政府認為該約及其它有關文件既因蘇聯之行動而歸於無效，中國自有權解除其所受該約及其它有關之文件約束，爰正式宣告三十四年八月十四日之中華民國與蘇維埃社會主義共和國聯邦友好同盟條約及其他有關文件為無效。中華民國政府並保留中國及其他國家人民對於因蘇聯違反該約及其他有關文件所受之損害向蘇聯提出要求之權。

### 中苏外交文件
- 中蘇友好同盟條約原件 （页面存档备份，存于）（俄文）
- 中華民國蘇維埃社會主義共和國聯邦友好同盟條約（繁體中文）
- （中蘇友好同盟條約）關於此次共同對日作戰蘇聯軍隊進入中國東三省後蘇聯軍總司令與中國行政當局關係之協定（繁體中文）
- 中華民國蘇維埃社會主義共和國聯邦友好同盟條約之換文（繁體中文）
- 中華民國與蘇維埃社會主義共和國聯邦（友好同盟條約）關於中國長春鐵路之協定（繁體中文）
- （中華民國與蘇維埃社會主義共和國友好同盟條約）關於旅順口之協定（繁體中文）
- （中華民國與蘇維埃社會主義共和國友好同盟條約）關於大連之協定（繁體中文）